# Hillcrest (Texas)
Hillcrest es una villa ubicada en el condado de Brazoria en el estado estadounidense de Texas. En el Censo de 2010 tenía una población de 730 habitantes y una densidad poblacional de 640,58 personas por km².

## Geografía
Hillcrest se encuentra ubicada en las coordenadas 29°23′31″N 95°13′21″O / 29.39194, -95.22250. Según la Oficina del Censo de los Estados Unidos, Hillcrest tiene una superficie total de 1.14 km², de la cual 1.14 km² corresponden a tierra firme y (0%) 0 km² es agua.

## Demografía
Según el censo de 2010, había 730 personas residiendo en Hillcrest. La densidad de población era de 640,58 hab./km². De los 730 habitantes, Hillcrest estaba compuesto por el 95.89% blancos, el 0.27% eran afroamericanos, el 0.14% eran amerindios, el 0.68% eran asiáticos, el 0% eran isleños del Pacífico, el 1.51% eran de otras razas y el 1.51% pertenecían a dos o más razas. Del total de la población el 12.33% eran hispanos o latinos de cualquier raza.